# Алгологија
Алгологија је биолошка дисциплина која проучава алге. Дуго је била неодвојиви део ботанике, јер је већина алги сматрана за биљке. Алге и биљке повезује процес фотосинтезе, али он постоји и код неких бактерија.
Алге су полифилетска група, у себе укључују прокариотске модрозелене алге (модрозелене бактерије) и неколико група еукариотских фотосинтетских организама. Од једне групе алги, зелених (Chlorophyta), воде порекло копнене биљке (Embryophyta).

## Историја алгологије
Стари Грци и Римљани су можда први знали за алге. Са друге стране, стари Кинези су узгајали неке јестиве сорте. Научне студије о алгама на простору Кине је у 18. веку спровео научник Пер Озбек, за шта је добио признање Шведске краљевске академије наука. Истраживања су испратили описно и други научници, попут Доусона Тарнера и Карла Адолфа Агарда.
У 19. веку велики учинак имали су Жан Винсент Феликс Ламоуроук и Вилијам Хенри Харви. Харви се сматрао оцем модерне алгологије јер је извршио поделу алги у четири важне групације. Крајем 19. и почетком 20. века алгологија постаје призната. Године 1889. у Јапану, Кинтаро Окамура не само да је дао детаљне описе јапанских приморских алги, већ је такође дао свеобухватну анализу њихове расподеле.
Иако је Р. К. Гревил издао своје дело Algae Britannicae 1830, све до 1902, када је Едвард Артур Лионел издао Каталог британских морских алги, није било систематске корелације записа, свеобухватног мапирања њихове расподеле и формирања првих идентификационих кључева.
Још 1803. научник Жан Пјер Етјен уочио је полни процес изогамије код алги, док се до било којих других сазнања дошло тек почетком 20. века, када су почела интензивнија истраживања. Између 1935. и 1945. Феликс Јуџин Фрич систематизовао је сва дотадашња сазнања о алгама у погледу размножавања и морфологије. Године 1931. Лили Њутн је у свом делу Приручник дала први идентификациони кључ за алге британских острва. Од шездесетих година 20. века справљање биолошких кључева постало је рутина. Од 1980. када је порасло интересовање за заштиту животне средине, почело се придавати више пажње проучавању алагалних заједница, њихове улоге у већим заједницама биљака и разлика насталих услед географских условљености.